# Lee Young-ja
Lee Young-ja, född den 5 januari 1964, är en sydkoreansk handbollsspelare.
Hon tog OS-silver i damernas turnering i samband med de olympiska handbollstävlingarna 1984 i Los Angeles.